# Samuel Johnson Pugh

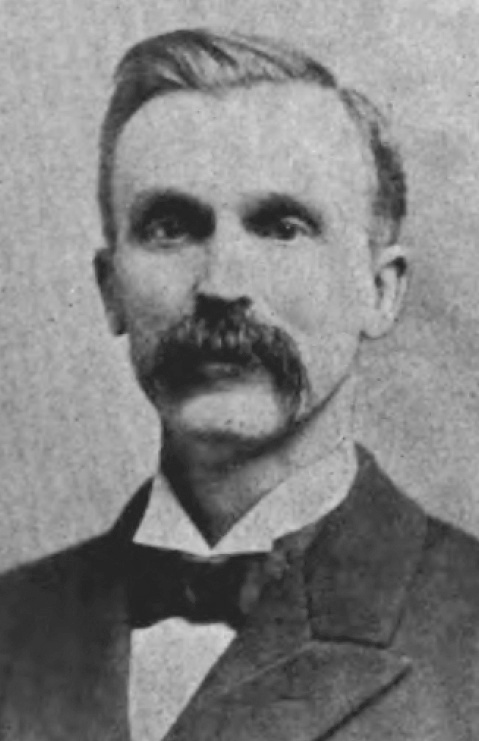
Samuel Johnson Pugh

Samuel Johnson Pugh (* 28. Januar 1850 im Greenup County, Kentucky; † 17. April 1922 in Vanceburg, Kentucky) war ein US-amerikanischer Politiker. Zwischen 1895 und 1901 vertrat er den Bundesstaat Kentucky im US-Repräsentantenhaus.

## Werdegang
Bereits im Jahr 1852 zog Samuel Pugh mit seinen Eltern in das Lewis County. Er besuchte die Chandler’s Select School, die Rand’s Academy und das Centre College in Danville. Nach einem anschließenden Jurastudium und seiner Zulassung als Rechtsanwalt begann er in Vanceburg in diesem Beruf zu arbeiten. In den Jahren 1872 und 1873 war er dort städtischer Anwalt. Von 1874 bis 1880 arbeitete er als Master Commissioner beim Bezirksgericht. Außerdem war er von 1878 bis 1886 Bezirksstaatsanwalt sowie von 1886 bis 1890 Bezirksrichter.
Politisch war Pugh Mitglied der Republikanischen Partei. In den Jahren 1890 und 1891 wirkte er als Delegierter an Versammlungen zur Überarbeitung der Verfassung von Kentucky mit. Von 1893 bis 1894 gehörte er dem Staatssenat an. Bei den Kongresswahlen des Jahres 1894 wurde er im neunten Wahlbezirk von Kentucky in das US-Repräsentantenhaus in Washington, D.C. gewählt, wo er am 4. März 1895 die Nachfolge von Thomas H. Paynter antrat. Nach zwei Wiederwahlen konnte er bis zum 3. März 1901 drei Legislaturperioden im Kongress absolvieren. In diese Zeit fiel der Spanisch-Amerikanische Krieg.
Nach seinem Ausscheiden aus dem US-Repräsentantenhaus zog sich Samuel Pugh aus der Politik zurück. In den folgenden Jahren praktizierte er wieder als Anwalt. Er starb am 17. April 1922 in Vanceburg.